# والتر مارخ
والتر مارخ (بالألمانية: Walter March)‏ (و. 1898 – 1969 م) هو مهندس معماري ألماني، ولد في تشارلوتنبرغ، شارك في الألعاب الأولمبية الصيفية 1936، توفي في نيويورك، عن عمر يناهز 71 عاماً.

## روابط خارجية
- والتر مارخ على موقع أوليمبيديا (الإنجليزية)